# Polycarpa irregularis
Polycarpa irregularis is een zakpijpensoort uit de familie van de Styelidae. De wetenschappelijke naam van de soort is voor het eerst geldig gepubliceerd in 1881 door Herdman.